# Calanthe angustifolia
Calanthe angustifolia är en orkidéart som först beskrevs av Carl Ludwig von Blume, och fick sitt nu gällande namn av John Lindley. Calanthe angustifolia ingår i släktet Calanthe och familjen orkidéer.

## Underarter
Arten delas in i följande underarter:
- C. a. angustifolia
- C. a. flava